# Бугаєнко Григорій Олексійович
Бугаєнко Григорій Олексійович (18 січня 1917, с. Грунь Сумської області — 23 вересня 2000, Черкаси) — український, радянський фізик у галузі класичної механіки, професор, Заслужений працівник вищої школи Української РСР.

## Біографія
Народився 31 січня 1918 року (за документами 18 січня 1917 року) в селі Грунь Охтирського району Сумської області в сім'ї ветеринарного фельдшера. У сусідстві з родиною Бугаєнків проживала родина Губенків, син яких, Павло, згодом став відомим як Остап Вишня.
У 1922 році сім'я переїздить на батьківщину батька, у місто Зіньків Полтавської області.
У 1933 році закінчив Зіньківську семирічну школу. В одній групі з ним навчався Григорій Тютюнник.
У 1934 році після року самостійної підготовки з математики вступив на математичне відділення фізико-математичного факультету Харківського державного університету ім. О. М. Горького, який за спеціальністю «механіка» закінчив з відзнакою.
У 1939 році після закінчення університету за рекомендацією вченої ради вступив до аспірантури за спеціальністю «механіка».
У 1941 році навчання в аспірантурі перервала війна. За станом здоров'я був комісований. У період 1941—1943 проживав в окупованому Зінькові. Разом з кількома місцевими вчителями організував «Червоний Хрест» і через нього допомагав радянським військовополоненим, які перебували у німецькому таборі в передмісті. Ця акція не була оцінена радянською владою після визволення міста Зіньків (офіційне ставлення до полонених було негативним).
Після звільнення міста Зіньків (9 вересня 1943) рухався за фронтом, розвантажуючи боєприпаси. Пізньої осені 1943 року направлений до Рязані, а потім на Урал в Пермську область поблизу міста Кізел (селище Гремячинськ) у перевірочно-фільтраційний табір МВС СРСР для спецперевірки щодо благонадійності. Під час перевірки працював шахтарем на шахті.
У вересні 1945 році, після півторарічної перевірки, направлений на роботу викладачем механіки та опору матеріалів у Кізеловський гірничий технікум (місто Кізел Пермської області).
1946—1954 роки працював у Пермському державному педагогічному інституті на посаді старшого викладача кафедри фізики. Одночасно за сумісництвом викладав теоретичну механіку в Пермському державному університеті. Кілька років викладав на вечірньому відділенні інституту при одному з найбільших номерних заводів у Пермі (Завод № 19 імені Сталіна, зараз Пермський моторний завод).
У 1950 році захистив дисертацію по теоретичній гідродинаміці та отримав ступінь кандидата фізико-математичних наук.
З вересня 1954 року переведений за конкурсом до Черкаського педагогічного інституту, де пропрацював 45 років на кафедрі фізики (до липня 1999 року).
1956 — присвоєно звання доцента, 1973 — звання професора, 1974 — Заслуженого працівника вищої школи України.

## Родина
З автобіографії Г. О. Бугаєнка відомо, що «батько був ветеринарним фельдшером, прожив довге і чесне трудове життя, старанно пропрацював понад 50 років. Мати, хоч і була всього лише домогосподаркою і мала освіту тільки за 4 класи початкової школи, поповнила свою освіту читанням книг і брала активну участь у громадському житті міста». 
Рідний дядько, Іван Терентійович Чернявський, відомий вчитель Полтавщини.
Старший брат Петро, полковник медичної служби, кандидат медичних наук; прослужив в Радянській Армії 25 років; учасник Німецько-радянської війни; має урядові нагороди; працював в Одеському медичному інституті.
Молодший брат Павло, доктор медичних наук, професор; працював в Українському інституті удосконалення лікарів (Харків).
Дружина Феофіла Павлівна Храпач, фармацевт. Син Юрій (авіаінженер) та донька Вікторія (логопед).

## Науковий доробок
Розвиток основних положень дисертації «Теорія гідродинамічної решітки» опубліковано в журналі «Прикладная математика и механика» АН СРСР.
У доробку статті у наукових журналах, посібники і підручники з теоретичної механіки, теоретичної фізики, методів математичної фізики, спеціальної теорії відносності. Роботи друкувалися в Києві (видавництва «Радянська школа» і «Вища школа»). Останній посібник з основ класичної механіки видано у 1999 році в Москві (видавництво «Высшая школа»).

За власною оцінкою Г. О. Бугаєнка,
|  | найбільш важливим результатом науково-педагогічної діяльності є створення оригінальної методики систематизації трьох частин єдиної динаміки — геометричної ньютонівської, аналітичної Лагранжа-Гамільтона і релятивістської Ейнштейна. Систематизація проводиться на основі спеціально розроблених схем, ідентичність яких в наочній формі розкриває внутрішню структуру та єдність всіх трьох частин динаміки. Поширення методу має сприяти більш глибокому розумінню предмета і значно полегшити його вивчення студентами вишів. |

Серед учнів Г. О. Бугаєнка — академік Національної академії наук України, лауреат Державної премії України в галузі науки і техніки Мартинюк Анатолій Андрійович і доктор фізико-математичних наук, лауреат Державної премії України в галузі науки і техніки Слинько Віталій Іванович.

## Основні праці

### Підручники i навчальні посібники
1. Бугаєнко Г. О. Курс теоретичної механіки. — Київ: Радянська школа, 1959. — 360 с.
2. Бугаєнко Г. О., Фонкич М. Є. Курс теоретичної фізики. Електродинаміка. Теорія відносності. — Київ: Радянська школа, 1965. — 419 с.
3. Бугаєнко Г. О. Курс теоретичної механіки. — 2-е вид. — Київ: Радянська школа, 1968. — 372 с.
4. Бугаєнко Г. О. Методи математичної фізики. — Київ: Вища школа, 1970. — 310 с.
5. Бугаєнко Г. О. Структурні аналогії та узагальнення знань з механіки. Посібник для вчителів. — Київ: Радянська школа, 1987. — 120 с.
6. Бугаенко Г. А., Маланин В. В., Яковлев В. И. Классическая механика (Ньютоновская механика). Наглядно-дидактические материалы. — Пермь: изд-во ун-та, 1989. — 100 с.
7. Бугаенко Г. А., Маланин В. В., Яковлев В. И. Классическая механика (Аналитическая механика). Наглядно-дидактические материалы. — Пермь: изд-во ун-та, 1989. — 110 с.
8. Бугаєнко Г. О. Вступ до теорії відносності. — Черкаси: РВВ університету, 1995. — 47 с.
9. Бугаенко Г. А., Маланин В. В., Яковлев В. И. Основы классической механики — Москва: Высшая школа, 1999. — 366 с.[4]
10. Бугаєнко Г. О. Основи класичної механіки / під ред. чл.-кор. НАН України, професора Мартинюка А. А. — Черкаси: ЧНУ ім. Б. Хмельницького, 2006. — 212 с. — ISBN 966-353-022-7.

### Наукові статті
1. Бугаенко Г. А. К теории гидродинамической решетки // Прикладная математика и механика. — 1948. — Т. 12, вып. 4.
2. Бугаенко Г. А. К вопросу о струйном обтекании бесконечной решетки газом в приближенной постановке С. А. Чаплыгина // Прикладная математика и механика. — 1949. — Т. 13, вып. 4.
3. Бугаенко Г. А. О свободной тепловой конвекции в вертикальных цилиндрах произвольного сечения // Прикладная математика и механика. — 1953. — Т. 17, вып. 4. — С. 496—500.
4. Бугаенко Г. А. О свободной тепловой конвекции в наклонном цилиндре // Прикладная математика и механика. — 1954. — Т. 18, вып. 2.
5. Бугаенко Г. А. О струйном обтекании плоской гидродинамической решетки по схеме теории исчезающей вязкости // Ученые записки Пермского государственного университета. — 1955. — Т. 9, вып. 4.
6. Бугаенко Г. А. Применение интегралов типа Коши к решению задач об обтекании тонкого профиля // Ученые записки Черкасского государственного педагогического института. — 1957. — Т. 9, вып. 2.
7. Бугаенко Г. А., Велигодский Г. Г. Формы динамического равновесия одной механической системы // Ученые записки Черкасского государственного педагогического института. — 1963. — Т. 17.
8. Бугаенко Г. А. Об одном случае свободной конвекции жидкости при наличии растворяющихся и поглощающих стенок. — Прикладная механика и техническая физика. — 1964. — Вып. 5. — С. 56–58.[5]
9. Бугаєнко Г. О., Єременко В. В. Комп'ютерне моделювання фізичних задач в безрозмірних змінних // Всеукраїнська конференція молодих науковців «Інформаційні технології в науці та освіті», 15-18 квітня 1997 р. Черкаси. — 1997.
10. Бугаєнко Г. О. Pyx космічного апарата в центральному полі з заданим місцевим режимом швидкості // Всеукраїнська конференція молодих науковців «Інформаційні технології в науці та освіті», 15-18 квітня 1997 р. Черкаси. — 1997.

### Науково-методичні публікації
1. Бугаенко Г. А. Задача о маятнике Галилея // Физика в школе. —1961. — Вып. 4.
2. Бугаенко Г. А. О колебаниях маятника // Физика в школе. —1963. — Вып. 5.
3. Бугаенко Г. А. Методические указания к изучению систем единиц. Харьков: Изд-во Харьковского гос. ун-та, 1966.
4. Бугаенко Г. А. О взаимосвязи электрического и магнитного полей // Физика в школе. — 1971. — Вып. 6.
5. Бугаєнко Г. О., Іваненко О. Ф. Вивчення в курсі фізики середньої школи співвідношення між електричними та магнітними силами // Физика в школе. — 1972. — Вып. 4.
6. Бугаенко Г. А. Особенности реактивного движения // Физика в школе. — 1974. — Вып. 4.
7. Бугаєнко Г. О. Задача про рух провідника в магнітному полі // Викладання фізики в школі. — К. : Радянська школа, 1974.
8. Бугаенко Г. А. Решения задач о двойном маятнике // Квант. — 1978. — № 12.
9. Бугаенко Г. А. Задача об определении форм динамического равновесия // Квант. — 1978. — № 3.
10. Бугаенко Г. А. Электромагнитные поле и система отсчета // Физика в школе. — 1983. — Вып. 6.

## Колеги та учні про Г.О.Бугаєнка
|                         | Лекції професора Бугаєнка вражали чіткістю, лаконічністю, органічною завершеністю. І головне — відчувається єдиний метод, єдиний підхід до найскладніших явищ. Нам, зеленим першокурсникам, Григорій Олексійович намагався передати своє захоплення естетикою ньютоновської механіки. |
| — Марк Вейцман, студент | |

|                                            | Базисом будь-якої фізичної теорії є фундаментальні константи, або інваріанти. Наприклад, швидкість світла в спеціальній теорії відносності або стала Планка в квантовій механіці. Без цих констант теорія втрачає сенс, межі її існування розмиваються. Такі ж самі фундаментальні константи мають існувати у людському суспільстві, ... без них втрачаються критерії великого і малого, доброго і поганого...Професор Бугаєнко щодня читав теоретичну фізику і писав книжки. Він завжди рухається вперед — одним із перших оволодів комп'ютерним моделюванням, постійно генерує нові задачі і розвиває нові методи викладання. За його підручниками навчалися і навчаються тисячі студентів. Крім знань, кожен з них отримували й отримують уроки доброти, чуйності, справжньої інтелігентності. Григорій Олексійович є фундаментальною константою, яка залишиться назавжди. |
| — Професор Андрій Гусак, колега по кафедрі | |

|                                                                                               | Є люди, саме існування яких очищує атмосферу нашого життя. Поруч з ними неможливі погані вчинки, погані думки чи погані слова... Григорій Олексійович був центром притягання, еталоном доброти, порядності, інтелігентності, абсолютної відданості науці та освіті. |
| — Колеги по кафедрі фізики Черкаського національного університету імені Богдана Хмельницького | |